# Borotou
Borotou är en underprefektur i Elfenbenskusten. Den ligger i departementet Koro, i den västra delen av landet, 300 km nordväst om huvudstaden Yamoussoukro.